# Stone Bridge Press
Ne doit pas être confondu avec Stonebridge Press.
Stone Bridge Press, parfois SBP en abrégé, est une maison d'édition américaine basée à Berkeley en Californie. Fondée par Peter Goodman en 1989, elle est spécialisée dans la publication d'ouvrages académiques sur la civilisation et l'histoire du Japon. En 2010, son catalogue comprend environ 150 titres.

## Présentation
Peter Goodman crée Stone Bridge Press en 1989. Il s'intéresse alors surtout à la culture japonaise, et publie donc tout type d'œuvres portant sur ce sujet, que ce soit sur les mangas, le sumo, l'histoire ou la calligraphie,. Plusieurs œuvres de références sont ainsi édités par la société, comme The Anime Encyclopedia (McCarthy et Clements), A Hundred Years Of Japanese Film (D. Richie) ou Wabi-Sabi for Artists, Designers, Poets and Philosophers (L. Koren). En 2005 cependant, Goodman vend son entreprise à Yohan Inc, une maison d'édition japonaise. Cette dernière fait faillite deux ans plus tard et Stone Bridge Press tombe aux mains d'IBC (Intercultural Book Company), à Tokyo. Finalement, Goodman annonce qu'il récupère la société en 2010, tout en souhaitant diversifier le domaine de publication, jusque-là limité au seul Japon.

## Principaux auteurs
Parmi les principaux auteurs édités par Stone Bridge Press figurent Helen McCarthy, Jonathan Clements et Frederick L. Schodt pour le monde des mangas, Donald Richie pour le cinéma japonais ou encore Liza Dalby pour l'aspect social et culturel. 

## Sources et références
1. 1 2  (en) « About Us », site officiel (consulté le 23 novembre 2010)
2. ↑  (en) Gail Tsukiyama, « Interview de Peter Goodman », Waterbridge Review, décembre 2006 (consulté le 23 novembre 2010)
3. ↑  (en) « Goodman Reacquires Stone Bridge Press », publishersweekly.com (consulté le 23 novembre 2010)
4. ↑  (en) Anneli Rufus, « Berkeley Publisher Goes Indie, Again », eastbayexpress.com, 12 janvier 2010 (consulté le 23 novembre 2010)